# Lahlou Benbraham
Lahlou Benbraham (* 3. Juni 1986) ist ein algerischer Fußballschiedsrichter. Er steht seit 2016 auf der Liste der FIFA-Schiedsrichter.

## Karriere
Nach Einsätzen bei lokalen Wettbewerben wie der Ligue 1 und dem Coupe d’Algérie leitete Benbraham nach seiner Aufnahme auf die FIFA-Liste im Mai 2017 erstmals eine Partie des CAF Confederation Cup. Mit der Nominierung für den U-23-Afrika-Cup 2019 kam er zu seinen ersten Einsätzen bei einem größeren Turnier und leitete dort nebst einem Gruppenspiel auch das Halbfinale zwischen der Elfenbeinküste und Ghana. Später im Jahr kam er noch zu seinem ersten geleiteten Spiel in der CAF Champions League.
Sein erstes Turnier von A-Nationalmannschaften war die Nationenmeisterschaft 2021, bei der er drei Partien, darunter das Spiel um Platz drei, leitete. Nach Einsätzen in der Qualifikation wurde er für den Afrika-Cup 2022 nominiert, bei dem er ein Gruppenspiel sowie ein Achtelfinale leitete. Bei diesem Wettbewerb wurde er auch erstmals bei einer Partie als Video-Assistent eingesetzt. Diesen Job führte er auch bei der U-17-Weltmeisterschaft 2023 aus, wo er bei sechs Partien eingesetzt wurde, darunter beim Finale zwischen Deutschland und Frankreich. Auch beim Afrika-Cup 2024 war er in elf Partien in dieser Funktion aktiv.
Anfang April 2024 wurde Benbraham für die Olympischen Sommerspiele 2024, wieder als Video-Assistent, nominiert.